# Oksana Plotnikowa

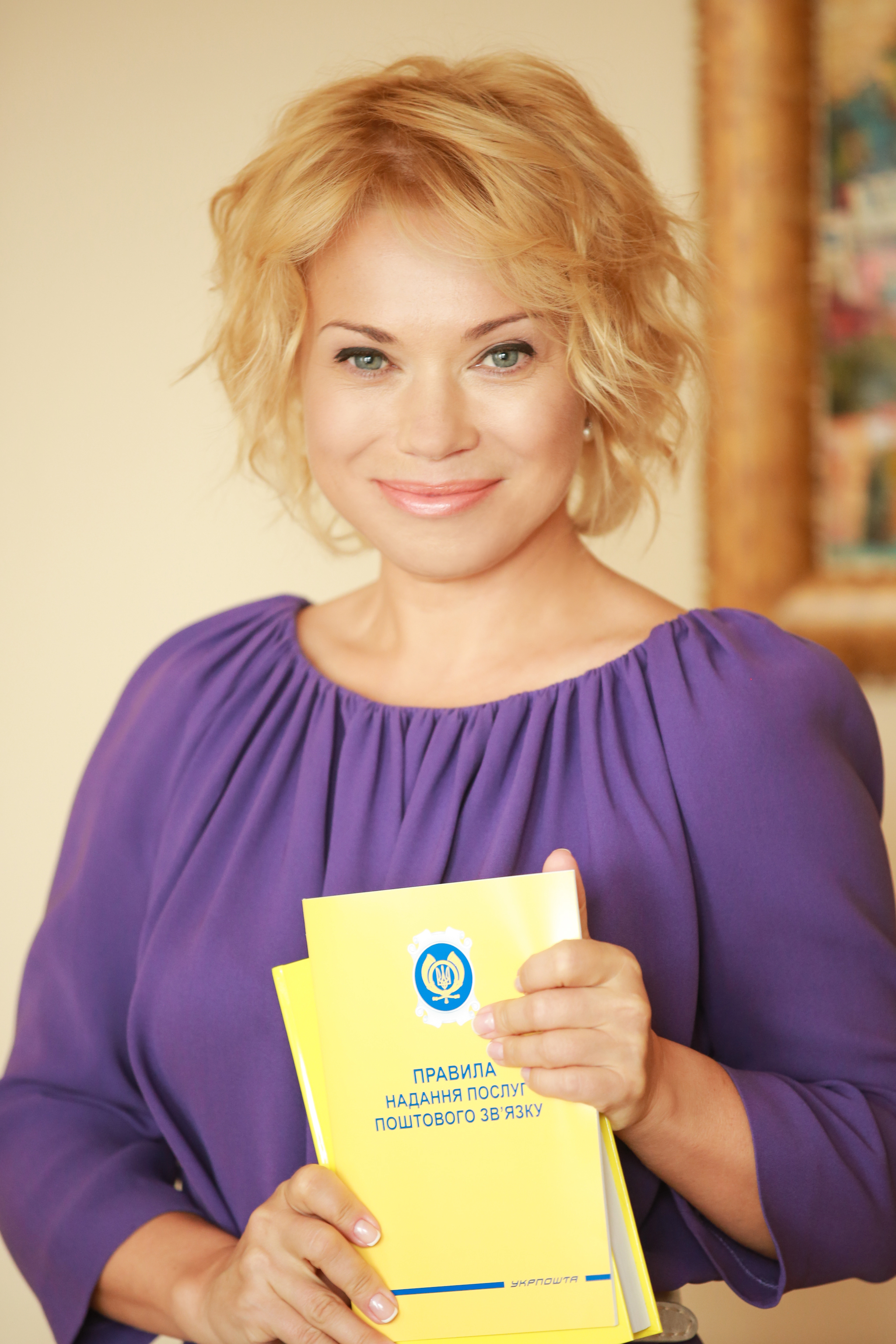
Oksana Plotnikowa (2012)

Oksana Mikolajiwna Plotnikowa (ukrainisch Оксана Миколаївна Плотникова; * 13. August 1971 in Putywl, Ukrainische SSR) ist eine ukrainische Ökonomin, ehemalige Generaldirektorin der Ukrposchta und stellvertretende Ministerin für Transport und Kommunikation. Von 2013 bis 2014 bekleidete sie leitende Stellungen bei der ukrainischen Eisenbahngesellschaft Ukrsalisnyzja. Nach Schätzung des ukrainischen Nachrichtenmagazins „Fokus“ (russisch Фокус) nimmt Oksana Plotnikowa Platz 55 zwischen den einflussreichsten Frauen der Ukraine ein. Sie ist ledig und erzieht ihre Tochter allein.